# Янаков, Эдуард Якимович
Эдуард Якимович Янаков (род. 15 сентября 1968 года, г. Ейск, Краснодарский край) — российский предприниматель в области угольной (угольные бассейны Кузбасса и Ростовской области) и горно-добывающей отраслей. Основную деятельность ведет в Дальневосточном регионе Российской Федерации - Приморском крае и Амурской области.

## Биография
Родился 15 сентября 1968 года в городе Ейск Краснодарского края, в семье военного. Выпускник школы № 55 города Барнаула Алтайского края.
Выпускник Рижского высшего военного авиационного училища имени Якова Алксниса, год выпуска — 1990. В 1992 году уволился из вооруженных сил в звании старшего лейтенанта.
1996—2005 гг. — Председатель совета директоров и совладелец компании «Амурский уголь».
2002 год — Вице-Президент компании «Русский Уголь». Основная деятельность связана с Ростовским угольным бассейном.
2002—2006 гг. — Генеральный директор Общества с ограниченной ответственностью «Топливная компания «Русский уголь».
2006—2007 гг. — Председатель совета директоров Группы Компаний «Русская горно-рудная компания». Начало работы в горно-добывающей отрасли Дальневосточного региона.
2007—2008 гг. — Вице-президент Общества с ограниченной ответственностью «Управляющая компания «Эстар».
2008-2012 гг. – основание Общества с ограниченной ответственностью «Управляющая компания «Русская горно-рудная компания». Основная деятельность компании в Дальневосточном регионе.
2012—2015 гг. — Председатель Совета Директоров Открытого акционерного общества  "Горно-металлургический комплекс «Дальполиметалл», Приморский край.
2015–2017 гг. – работа в агропромышленной отрасли Амурской области.
2017 г. – по настоящее время  - основная деятельность связана с Акционерным обществом «Горно-металлургический комплекс «Дальполиметалл», Приморский край. Председатель наблюдательного совета.
В 2001 году защитил степень Кандидата Технических наук в Дальневосточном Государственном Техническом Университете.

## Общественная деятельность
2008—2012 гг. — Президент Амурской федерации бокса, организатор выступлений российских спортивных команд на мировых чемпионатах. Оказывает активное содействие детско-юношескому спорту и различным православным и благотворительным фондам.
Награждён нагрудным знаком «Шахтерская слава» 3й степени.

## Семья
- Женат, воспитывает семерых детей